# Angers
Angers és un municipi francès, situat al departament de Maine i Loira i a la regió del País del Loira. L'any 2005 tenia 152.700 habitants.

## Geografia
Angers és l'antiga capital de l'Anjou. L'aglomeració angevina s'estén sobre l'indret de la vall del Loira, classificat en el patrimoni de la Humanitat de la UNESCO. La ciutat és situada a la riba del riu Maine, a alguns quilòmetres del Loira. També és a la vora del llac artificial de Maine.

## Història
Antic centre polític dels andecaus, fou anomenada Iuliomagus en temps dels romans. El 563 Khilderic I la prengué als saxons per annexionar-la al regne franc. Al segle ix era la principal residència dels comtes d'Anjou. Al segle xii fou una possessió anglesa sota els Plantagenet. El 1204 va retornar a França i s'expandí a partir del primitiu nucli vora el castell. Gràcies a l'increment del tràfic fluvial, es desenvolupà industrialment durant els segles xvii i xviii. Al juny del 1793, unes 2.000 persones van morir afusellades després de la presa per part dels contrarevolucionaris de la Vendée.
Vegeu també: Vescomtat d'Angers

## Educació
- École supérieure des sciences commerciales d'Angers

## Fills il·lustres
- Jean-Baptiste Moreau (1656-1733) compositor i mestre de capella.

## Llocs d'interès
- Castell del rei Renat, molt ben conservat, de forma pentagonal amb disset torres de 40 a 60 m d'alçària, allotja un museu de tapissos.
- La catedral de Saint-Maurice, gòtica dels segles XII-XIII, de nau única, coberta amb voltes bombades sobre ogives encreuades, té vitralls de la segona meitat del segle xii i ha estat molt restaurada. S'hi troba la tomba de Renat I d'Anjou, el Bo (1409 - 1480), qui va ser Comte de Barcelona entre 1466 i 1472.
- El Museu David d'Angers conserva, entre altres exemplars notables de l'escola francesa, una completíssima col·lecció d'obres d'aquest escultor romàntic, nadiu de la ciutat.

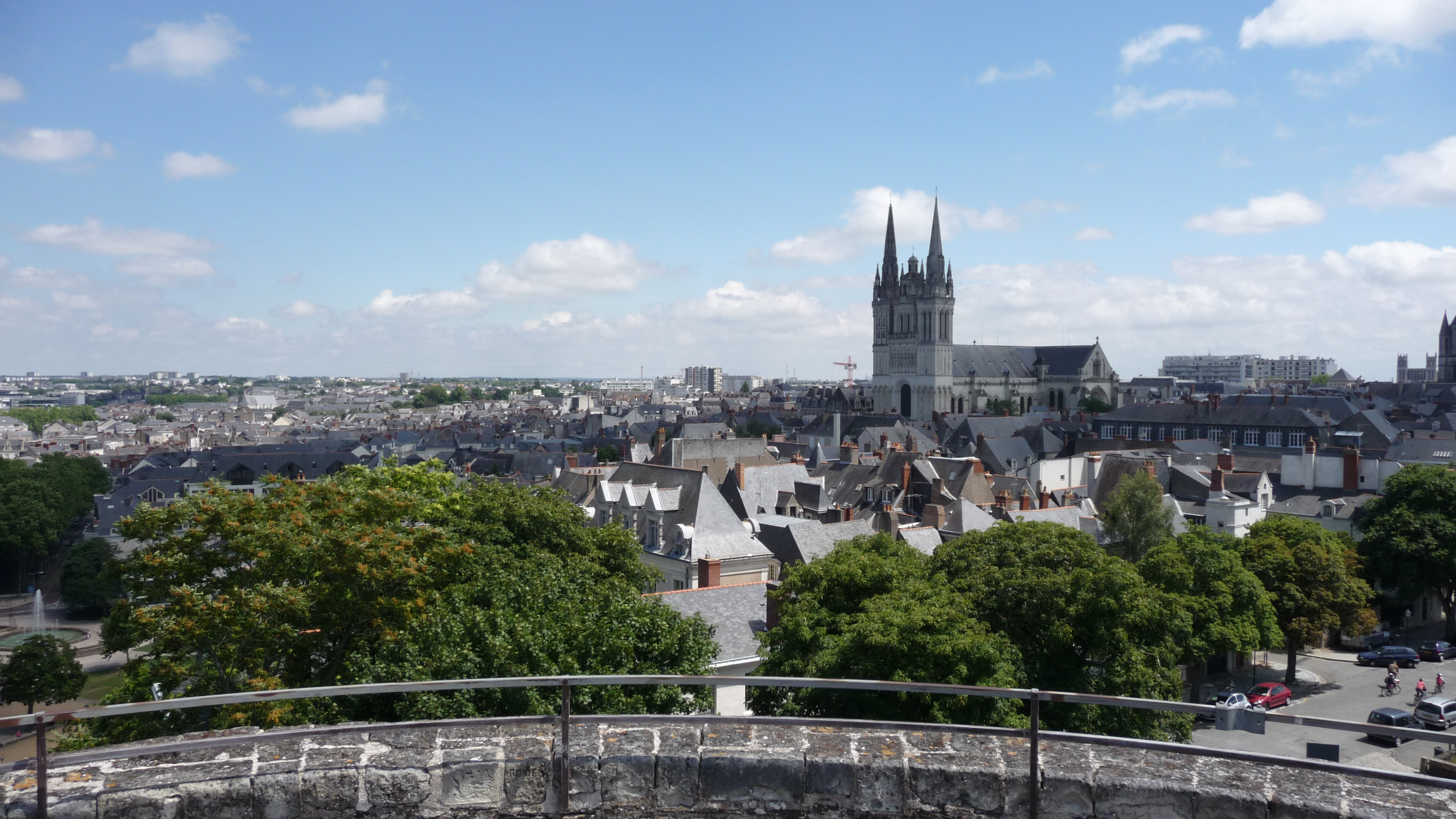
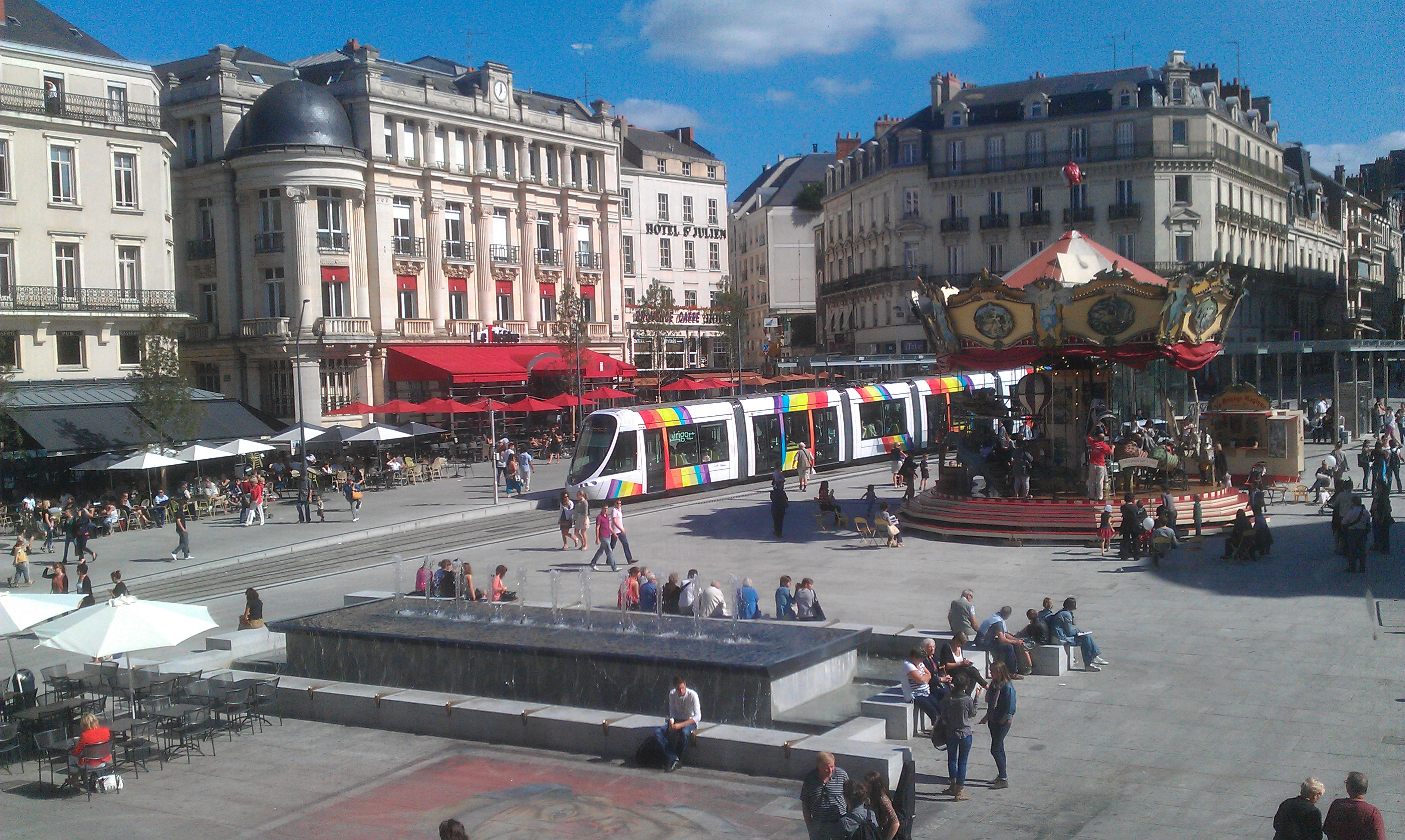
Ralliement
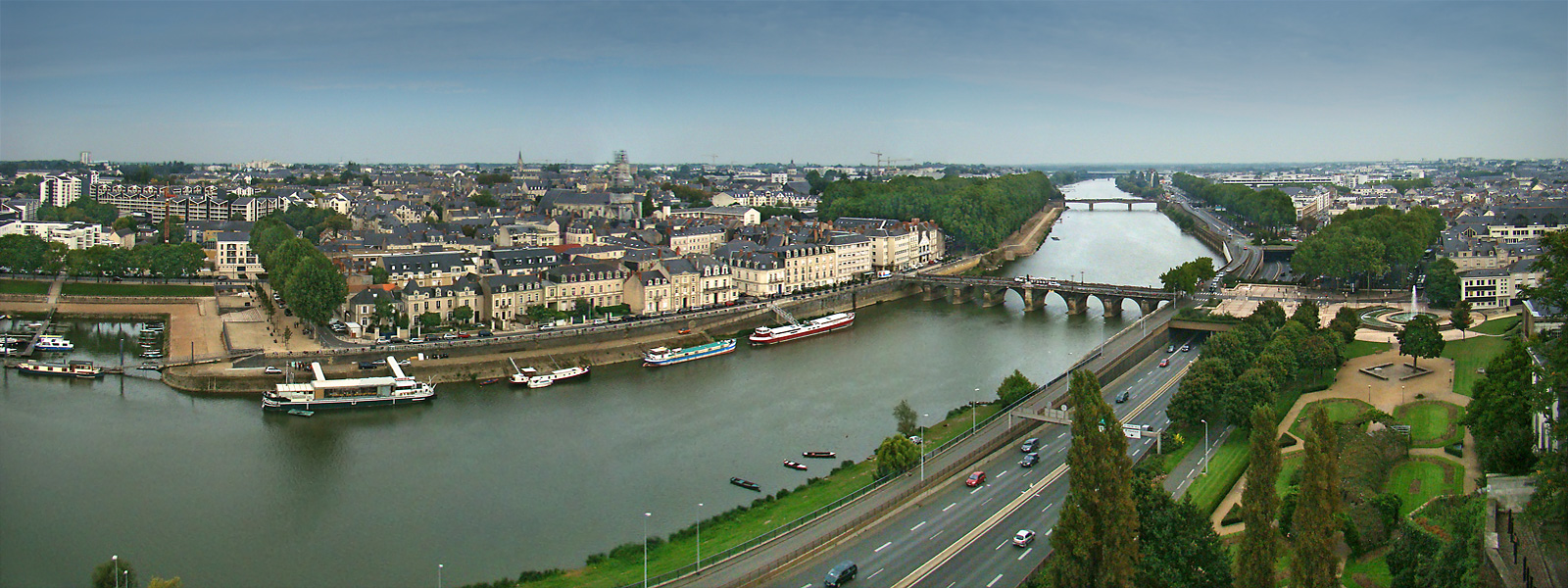
La Maine
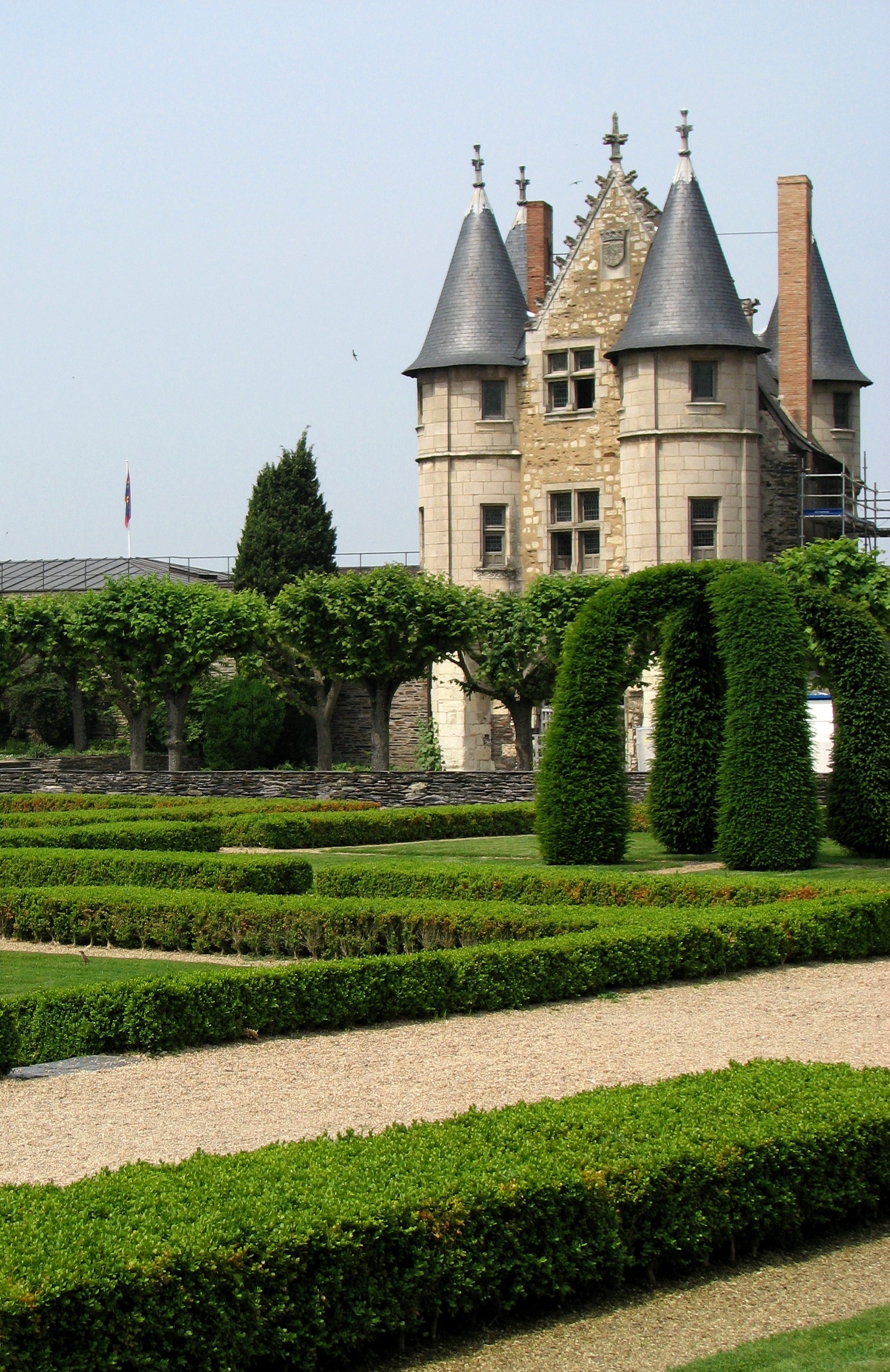
Châtelet
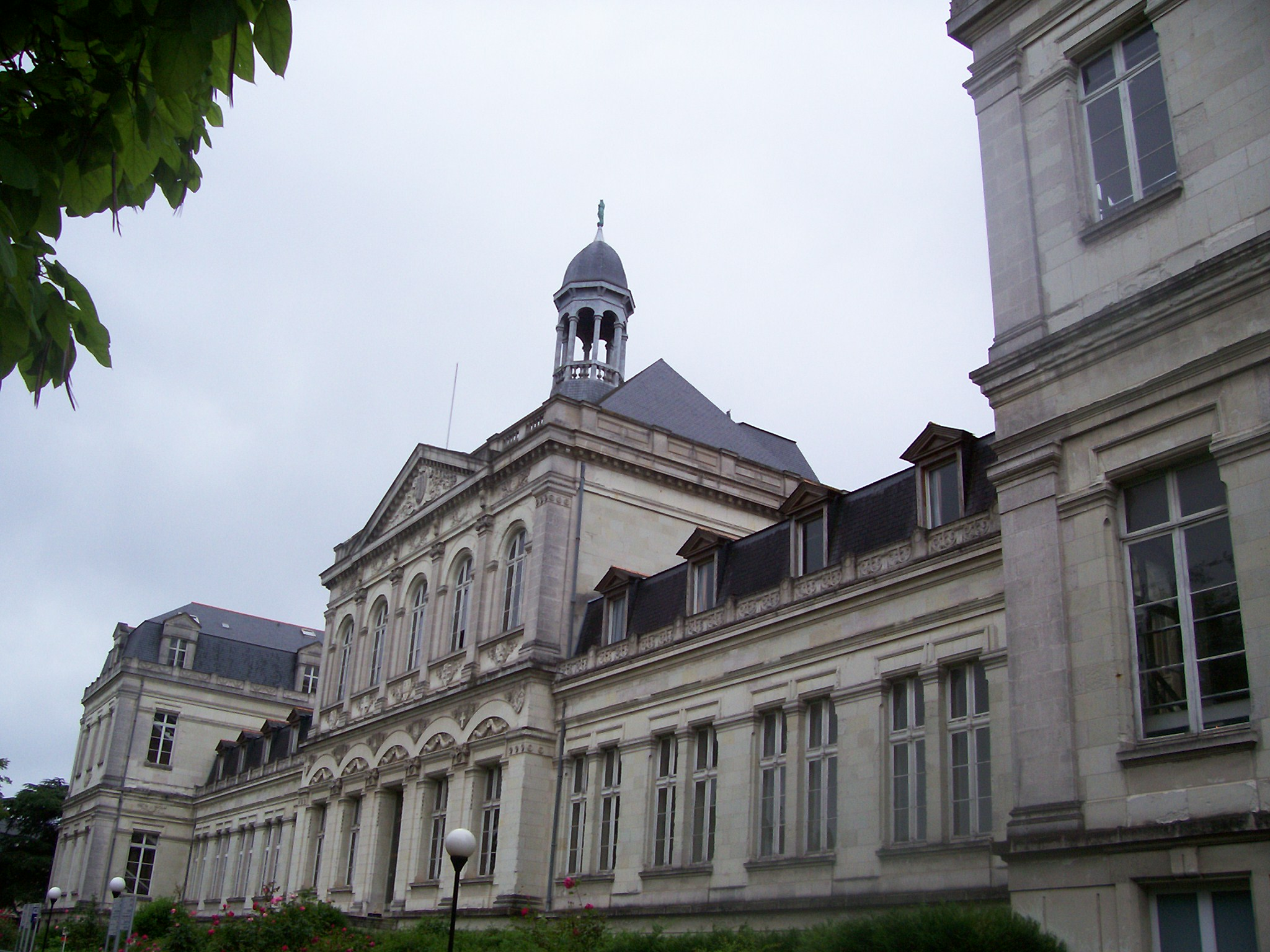
Angers university (UCO)
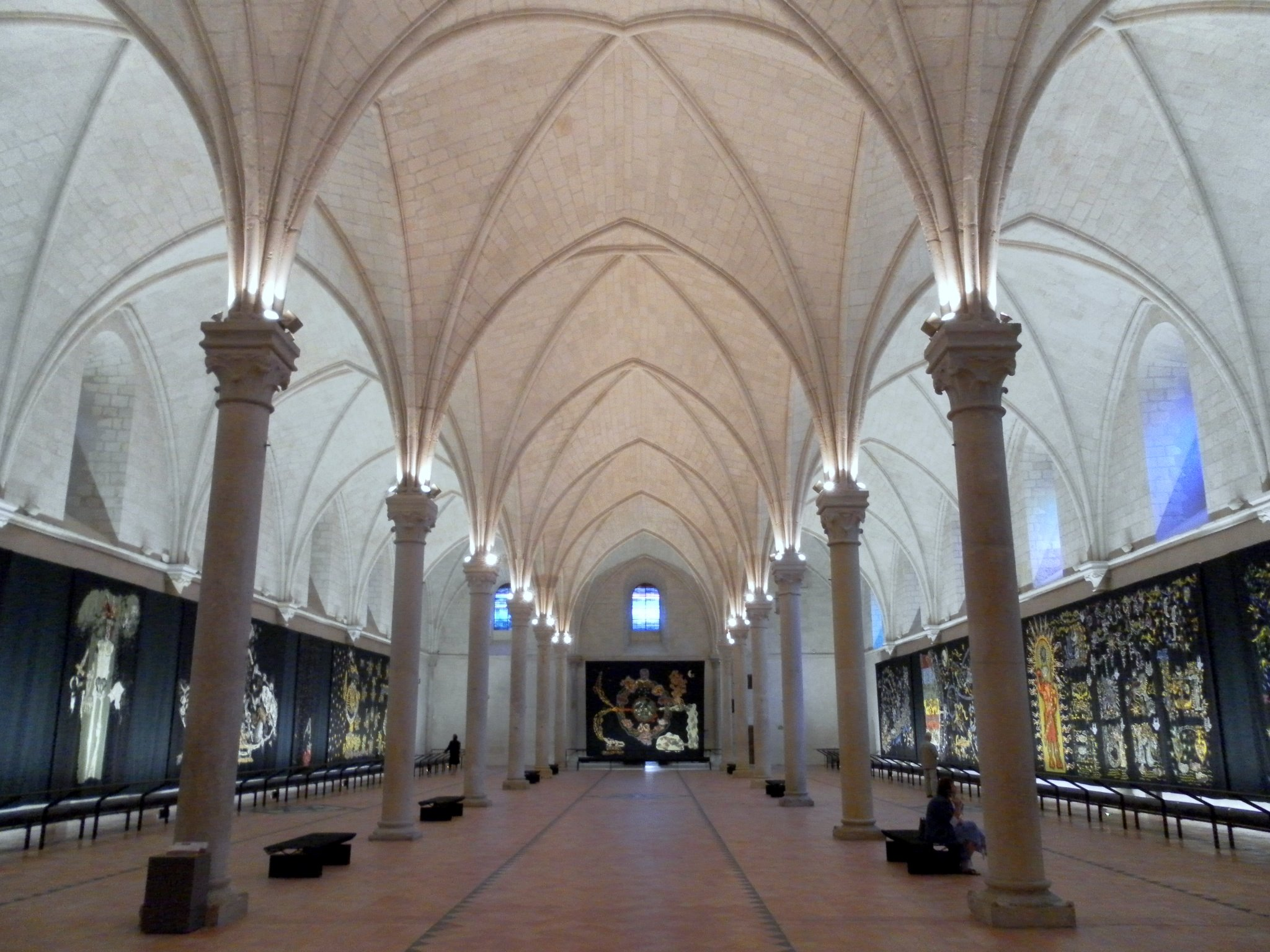
Chant du monde
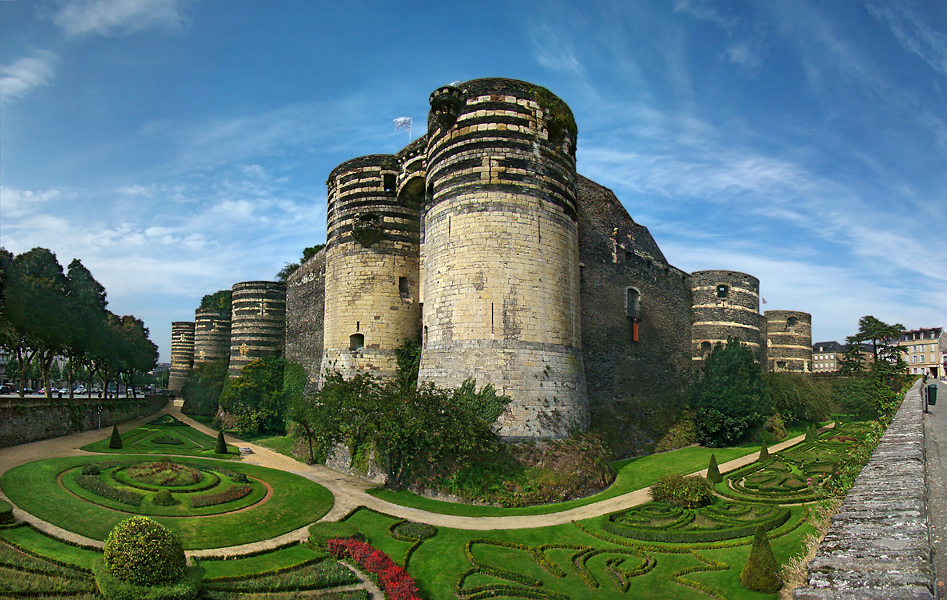